# Волков, Владимир Николаевич (писатель)
Владимир Николаевич Волков (Vladimir Volkoff, Владимир Волкофф, 7 ноября 1932, Париж — 14 сентября 2005, Бурдей) — французский писатель русского происхождения. Известен как романист, драматург, поэт, эссеист, мастер биографической прозы, переводчик, преподаватель. Кавалер ордена Почётного легиона.

## Биография

### Происхождение
Дед по отцу — Владимир Александрович Волков, генерал-майор, во время правления Колчака был начальником гарнизона и комендантом Омска.
Прадед по матери — Сергей Александрович Пороховщиков, генерал-майор, с 1887 года и до своей кончины в 1888 году возглавлял в Омске Сибирский кадетский корпус. Был женат на Надежде Петровне Чайковской, дочери генерала Петра Петровича Чайковского и двоюродной сестре композитора Петра Ильича Чайковского.
Отец писателя, Николай Владимирович Волков, уже в эмиграции, в 1924 году, окончил кадетский корпус. Трудился чернорабочим, мыл машины, работал ночным сторожем. В годы Второй мировой войны вступил в Иностранный легион, побывал в немецком плену. Французское гражданство не принимал.
Мать Татьяна зарабатывала вязанием и вышивкой. Родители познакомились и поженились в Париже.

### Детство и юность
В. Н. Волков родился 7 ноября 1932 года в Париже. В годы войны жил с матерью в Барантоне в Манше, в доме без электричества, отопления и водопровода. Посещал сельскую школу, затем коллеж в Домфроне. Одновременно мать давала ему русское образование. Ребёнок жил в мире двух алфавитов, двух календарей, двух цивилизаций.
По возвращении в Париж посещал лицей Клода Бернара (бакалавриат по литературе). Высшее образование получил в Сорбонне. Здесь в 1954 году стал лиценциатом классической филологии. Степень доктора философии получил в 1974 году в университете Льежа (диссертация по эстетике).
В 1955 году вместе с матерью обустроился в Амьене, где нашёл место преподавателя английского языка в иезуитском коллеже. Родители к этому моменту расстались и долгие годы Владимир Николаевич с отцом не общался.

### Служба в Алжире
9 сентября 1957 года Владимир Волков был призван на военную службу. В качестве солдата морской пехоты (части Troupes de marine) он отправился добровольцем в Алжир. 7 июня 1958 года получил офицерское звание. В этот момент Волков, которому были доверены французские жизни, стал полностью воспринимать себя французом (не становясь менее русским).
Был прикомандирован к 22 полку колониальной пехоты, охранявшему марокканскую границу; к Межармейскому координационному центру (Centre de Coordination Interarmées), отвечавшему за контршпионаж, затем к Специализированной административной секции (Sections Administratives Spécialisées), ведшей психологическую войну.
Военный опыт послужил в дальнейшем одним из источников вдохновения для писателя, в частности при написании романа «Меблированная комната» (La Chambre meublée), рассказа «Гренада» (La Grenade) и других. Квинтэссенция этого опыта отразилась в романах «Волнения моря» (Les Humeurs de la mer), «Беркли в пять часов» (Berkeley à cinq heures), части «Ангельских хроник» (Chroniques angéliques), и «Мучитель» (Le Tortionnaire).
Демобилизовался 7 января 1962 года в звании лейтенанта, был награждён крестом «За воинскую доблесть». Этому способствовало окончание Алжирской войны на условиях, которые Волков признать не мог. Воинское звание способствовало рождению псевдонима Лейтенант Икс (Lieutenant X).
Во время службы в Алжире Владимир Николаевич первый раз женился. Брак продолжался очень недолго, но в нём родилась дочь Татьяна.
Навсегда покидая Алжир, Волков сохранил огромную любовь к этой стране, её пейзажам и населению.
Вернувшись во Францию, поступил на службу в Министерство обороны и опубликовал в 1962 году роман «Тройной агент» (L’Agent triple).

### Жизнь в США
В 1962 году Волков нашёл место преподавателя французской литературы и цивилизации в коллеже в Атланте и обустроился там вместе с семьёй. В это время Владимир Николаевич смог проявить свою страсть к театру, создав труппу, с которой ставил пьесы Мольера, Жюля Супервьеля, а также собственного сочинения.
Писатель продолжал заниматься фехтованием, а также открыл для себя охоту. Чтение работ Сергия Булгакова с новой силой направило его к религии. Тема религиозного обращения также стала одной из основных в творчестве Волкова.
В 1978 году вновь женился.
В американский период жизни (1962—1979) В. Н. Волков создаёт четыре тома «Волнений моря» (Humeurs de la Mer), знак признательности «Александрийскому квартету» Лоренса Даррелла. Не слишком рассчитывая на публикацию произведения на много тысяч страниц, Волков пишет «Перевербовку» (Le retournement), которую считал более подходящей для издания. Однако Владимир Димитриевич предлагает издать оба произведения в издательстве «L'Âge d’Homme» в сотрудничестве с Бернаром де Фаллуа (Bernard de Fallois). Оба романа имели большой читательский успех. В декабре 1982 года «Le Monde» назвал 1982-й год годом Волкова; 3 января 1983 года это звание было поддержано публикацией в «Le Matin de Paris».

### Возвращение во Францию
После успеха своих книг Волков всё чаще стал вновь бывать во Франции. На волне успеха он встречается с шефом французской службы внешней разведки Александром де Маранш, который был озабочен проблемой защиты общественного мнения от дезинформации. Разведчик предложил писателю создать роман на эту тему. В результате, В. Н. Волков пишет роман «Монтаж» (Le Montage), который был переведён на 12 языков и получил в 1982 году Большую премию Французской академии за роман. Выход романа «Монтаж» вызвал споры. В телевизионной передаче «Apostrophes» от 24 сентября 1982 года Волков был обвинён в антисемитизме, антимусульманстве и фашизме, однако писатель выиграл суд.
Всего теме манипуляции информацией Волков посвятил шесть работ.
В 1985 году опубликован «Профессор истории» (Le Professeur d’histoire) — вдохновлённая американским опытом забавная история о столкновении между книжником и молодой «современной» наследницей.
С 1991 года бывал в России.
В 1994 году В. Н. Волков окончательно вернулся во Францию. Для жизни он приобрёл дом в Бурдее, в самом сердце Перигора. В это же время начинается конфликт в Югославии. Чтобы донести до французов трагизм происходящей ситуации, Волков пишет сначала роман «Расселина» (La Crevasse), затем второй, «Похищение» (L’Enlèvement), но пресса встретила их глубоким молчанием.
В 1999 году Владимир Николаевич подписал петицию «Европейцы за мир» (Les Européens veulent la paix), направленную против войны в Сербии.
Совместно с Даниелем Траке (Daniel Trinquet) В. Н. Волков основал Институт изучения дезинформации (l’Institut d’études de la désinformation), издававший журнал «Désinformation Hebdo» (Дезинформация еженедельно). Последнюю статью для журнала, «Дезинформация, вид с Востока» (Désinformation vue de l’Est), Волков написал незадолго до своей смерти, опубликована она была уже в 2007 году.
В 2004 году опубликован роман «Гость папы» (L’Hôte du pape), основанный на реальных событиях, когда православный русский митрополит умер на руках у папы Иоанна Павла I после конфиденциальной встречи.
Последний роман писателя — «Мучитель» (Le Tortionnaire). В нём Волков спустя сорок лет вновь вернулся к событиям войны в Алжире. 14 сентября 2005 года писатель скончался, заканчивая правки к роману.

## Творчество
В. Н. Волков автор более 50 книг. Среди наиболее известных:
- «Тройной агент» (L’Agent triple, 1962) — сатира на Алжирскую войну;
- «Священнопредатель» (1972) — посвящена отношениям православной церкви и органов разведки;
- «Перевербовка» (Le retournement, 1979) — «метафизический триллер» о религиозном обращении офицера КГБ;
- «Волнения моря» (1980) — о самых громких происшествиях первой половины XX века;
- «Монтаж» (Le Montage, 1982);
- «Профессор истории» (Le Professeur d’histoire, 1985) — о духовном наследии;
- «Американские рассказы» (1986);
- «Царские люди» (1989—1995) — о смутном времени в России, трилогия;
- «Похищение» (L’Enlèvement, 2000) — о войне в Боснии;
- «Заговор» — об Америке, России и событиях в Чечне[4][10].

Успех пришёл к писателю после публикации в 1979 году «Перевербовки».
Большинство произведений написаны на французском языке. По словам самого Владимира Волкова он предпочитал «писать по-французски, несмотря на то, что могу писать и по-русски, и по-английски». На русский язык переведены только два произведения — «Владимир Красное Солнышко» и «Ангельские хроники» (СПб, 2002, ISBN 5-94278-300-4).
Наиболее известный псевдоним писателя — Лейтенант Икс. Под этим именем он создал молодёжную приключенческую серию «Ланселот», выходившую в издательстве «Альба-Мишель». Серия включает около 40 книг. Главный герой — Ланжело, молодой забавный младший лейтенант секретных служб. У книг была и образовательная цель: передать молодым ценности борьбы за родину. Серия несколько раз переиздавалась.
Под этим же псевдонимом была выпущена и серия полицейских романов про американского детектива Ларри Джей Баша (Larry J. Bash). Эти романы проникнуты «южным духом», но высмеивают предрассудки против чернокожих.
Несколько книг посвящены манипуляциям в области информации: «Монтаж», «Дезинформация как орудие войны», «Учебник политкорректности», «Дезинформация с помощью изображений».

#### Основная проблематика
Среди основных тем работ Волкова были отношения отцов и детей, вечная Россия, а также вопрос зла, которое писатель трактует очень индивидуально. В отличие от Ф. М. Достоевского Волков ставит вопрос иначе: не «Зло: почему?», а «Зло: зачем?». В работах Волкова зло присутствует, оно полезно и плодотворно. Чистота Авеля стерильна, а преступность Каина продуктивна. Волков считает, что не человеку отделять добрые зёрна от плевел на великом поле мира, это возможно только на Страшном суде. Подобно тому как познание жизни неотделимо от познания зла, действие должно конструироваться с определённым приятием зла, во всяком случае его присутствия. Это то, что подталкивает персонажей Волкова к действию.
Между тем оружие против зла существует. Для Волкова главное такое оружие — красота. Она может победить зло, так как является составной частью богослужения. Православные литургии, принадлежащие по красоте своих икон, священнических одеяний и песнопений, согласно Волкову, к «ордену Преображения», постоянно присутствуют в его произведениях.
Волковские персонажи, преследуемые проблемой зла, люди верности или предательства по отношению к своим отцам, военным или религиозным вождям, имеют одну общую черту: все они соприкасаются, ближе или дальше, с миром разведки, начиная с «Метро в ад» (Métro pour l’enfer) опубликованного в 1963 году. Однако, как любил повторять Волков, его романы — это не шпионские романы, а романы о шпионаже, и «для христианского романиста, ищущего современных героев, нет более богатой области».
Главным оружием против зла остаётся прощение. Не существует романа Волкова без допроса или исповеди, за которыми следуют перевербовка или обращение. Воин в одиночестве сбора сведений, грешник перед лицом исповедника — только Волков может провести такие параллели. Для Волкова разница между допросом и исповедью — всего лишь разница между прощением испрашиваемым и полученным. А взаимное прощение — «ключ к миру».
Несколько работ Волкова, в том числе его «Малая история дезинформации» и «Учебник политкорректности», исследуют психологические воздействия, которым, как считает писатель, подчиняются его сограждане, и которые якобы создали в них, посредством повторения, как бы вторую натуру. Волков стремится разобрать эти воздействия с юмором, одно за другим.
Из монархических убеждений Волков опубликовал несколько «ангажированных» эссе: «О короле» (Du roi), «Почему я умеренный демократ» (Pourquoi je suis moyennement démocrate) и «Почему я скорее аристократ» (Pourquoi je serais plutôt aristocrate). Однако именно в одном из своих романов, «Профессор истории», он наиболее четко высказал, через переживания своего персонажа, приверженность королевскому институту.
«Настолько русский, насколько им можно быть по крови всех своих предков, по своей православной вере, по родному языку (то есть тому, который он узнал первым), по своей верности России, но француз по своему рождению, а затем через добровольное вступление в должность офицера в Алжире (второе рождение), Волков любит повторять, что слово la patrie имеет два перевода на русский язык: родина — место, где родился, и отчизна — страна отцов, страна наследственности. Для него эти два слова означают две конкретные страны, случай дискомфортный, но такой плодотворный для романиста».
Эта любовь Волкова к Родине вскормлена любовью к особе государя. «В мире Волкова государь — краеугольный камень. В разных формах (король, царь, император, военачальник, поэт, отец) он играет роль почти во всех работах Волкова, и даже во всех, в той мере, в которой, для Волкова, государь — постоянная метафора, какими бы не были противоречия или, по крайней мере, антиномии, которые она предполагает». Государь и верность ему — главная тема творчества Волкова.
В стороне от его основной работы, мы обязаны Волкову несколькими научно-фантастическими романами и повестями.

## Награды
- крест «За воинскую доблесть» (1961)
- орден Искусств и литературы (офицер)
- орден Почётного легиона (1994)

## Премии
- Премия Жюля Верна (1963)
- Премия Шатобриана (1979)
- Большая премия Французской академии за роман (1982)
- Международная премия мира (1989)
- Большая премия Жана Жионо (1995)
- Премия независимых интеллектуалов (1995)
- Премия Пушкина (2002)
- Премия Леона Доде (2003)